# Strengeinstrument
Strengeinstrumenter er instrumenter, hvor lyden frembringes af streng(e), der vibrerer og frembringer lyd, oftest forstærket af en resonanskasse.

## Strengeinstrumenters historie
Strengeinstrumenter har været i brug igennem flere tusinde år, men det var først omkring barokken (ca. 1600-tallet), at man begyndte at udvikle og perfektionere lyden og formen til de forskellige musiske stilarter. Det var også i denne periode, at de fleste strengeinstrumenter, som vi kender dem, blev til.

## Frembringelse af lyd
Som nævnt frembringes lyden, når strengene sættes i vibrationer ved, at man enten knipser (guitar), anslår (klaver) eller stryger (violin) dem med plektre, hammere eller buer. Strengenes svingninger (lyd) forplanter sig videre i lokalet.
Fordelen ved strenge er, at det er muligt at spille mange forskellige toner på hver streng ved at formindske eller forlænge strengens længde, så svingningerne bliver hurtigere eller langsommere. Det gøres ved at placere fingrene præcist nok på strengen, så tonen bliver ren. På en guitar fx er der sat såkaldte bånd på gribebrættet (stedet hvor fingrene placeres), så tonen altid bliver den samme, hvis strengen er stemt ens. Disse bånd vil altid sidde på omkring en 18ende del af strengens længde.

## Buen og Froschen
Buen til et strygeinstrument består af en frosch (egentlig en ”frø”), en stang og en spids, der tilsammmen danner fæste for et bundt hestehalehår.
Froschen sidder for enden af buen. Den spænder hårene ved hjælp af en skrue. Hårene er fæstnet til froschen ved hjælp af en lille træklods og en sølvring. Angiveligt var denne fastgøring tidligere temmelig ustabil, sådan at klodsen løsnedes og sprang ud som en frø.
For det meste er froschen lavet af ibenholt og pyntet med perlemor.

## Forstærkning af lyden
For at lyden, der kommer ud af strengen, skal kunne høres, bliver den forstærket med en resonanskasse eller kroppen. Kassen består grundlæggende af et hult stykke træ, hvor strengens svingninger forplanter sig og bliver forstærket. Se resonans.

## Eksempler på strengeinstrumenter og -grupper
- Strygere
  - Violin
  - Bratsch
  - Cello
  - Kontrabas
- Tangent-instrumenter
  - Klaver
  - Cembalo
  - Dulcimer
- "Knipse"-instrumenter
  - Guitar
    - Akustisk guitar
    - Westernguitar
    - Elektrisk guitar

  - Banjo
  - Citar
  - Harpe
- Andre
  - Æolsharpe
  - Nøgleharpe